# منطقه فرنل

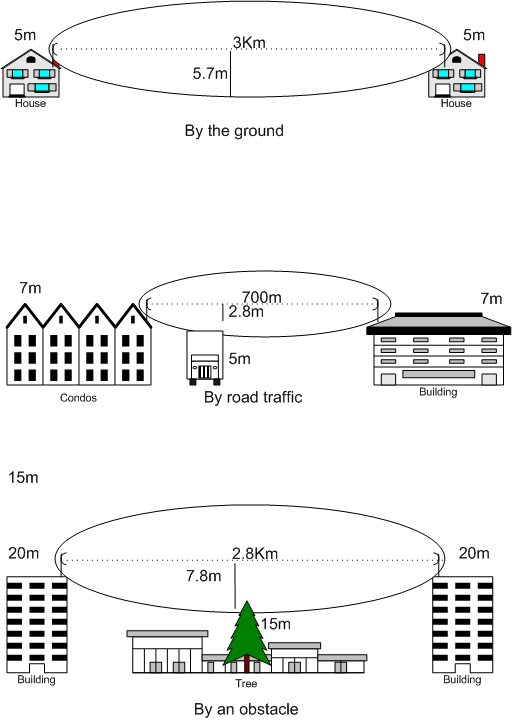
نمونهٔ مناطق فرنل و مزاحمت در مناطق فرنل

منطقه فرنل (انگلیسی: Fresnel zone)، که به افتخار فیزیک‌دان فرانسوی اگوستن-ژان فرینل نامگذاری شده‌است، بر پایهٔ یک خط دید مستقیم (به انگلیسی: Line Of Sight) بین ۲ آنتن رادیویی (فرستنده و گیرنده) است و در فضای سه‌بعدی به شکل کره‌گون یا بیضی‌گون پیرامون این خط، خطوط مستقیمی را از فرستنده به گیرنده ایجاد می‌کند.
منطقهٔ اول فرنل منطقه ای که در مرکز خط مستقیم بین دو آنتن ریزموج قرار دارد و توسط مسیرهایی با درازای بیشتر از یک طول موج نسبت به مسیر مستقیم احاطه می‌شود.
مرز منطقهٔ اول فرنل شامل تمام مسیرهایی است که به میزان نصف طول موج درازتر از مسیر خط مستقیم هستند. مرزهای بیرونی مناطق دوم، سوم، و چهارم فرنل به وسیلهٔ مسیرهایی تشکیل می‌شود که به ترتیب ۱، ۱٫۵، و ۲ طول موج درازتر از مسیر خط مستقیم هستند